# Brunette (cântăreață)
Elen Yeremyan ( armeană Էլեն Երեմյան; născută la 27 mai 2001), cunoscută profesional ca Brunette, este o cântăreață și compozitoare armeană . Ea a reprezentat Armenia la Concursul Muzical Eurovision 2023 cu piesa „Future Lover”, luând pe locul 14.  

## Carieră
Brunette cântă de la vârsta de patru ani și scrie muzică de la vârsta de cincisprezece ani. 
Brunette și-a lansat single-ul de debut „Love the Way You Feel” la vârsta de 18 ani, în colaborare cu Fundația Nvak, în septembrie 2019.  Mai târziu a devenit membră a Project 12, un colectiv muzical din Erevan, care cântă în cluburi de noapte.  Brunette este, de asemenea, membră a grupului de fete „En aghjiknery” (AceleFete), care este cunoscut pentru single-ul din 2022 „Menq”. În 2022, Brunette a lansat single-urile „Gisher”, „Smoke Break” și „Bac kapuyt achqerd”; ultimul dintre cei doi a devenit viral pe rețelele de socializare. 
La 1 februarie 2023, s-a anunțat că Brunette a fost aleasă pentru a reprezenta Armenia la Concursul Muzical Eurovision 2023 .  Cântecul ei Eurovision „ Future Lover ” a fost lansat pe 15 martie 2023.  Brunette a evoluat la a doua semifinală pe 11 mai 2023, plasându-se pe locul șase și calificându-se în finală. În cele din urmă, ea s-a clasat pe locul 14, cu un scor de 122 de puncte, în finala din 13 mai 2023. 